# Christian Schreier
Pour les articles homonymes, voir Schreier.
Christian Schreier est un footballeur allemand né le 4 février 1959 à Castrop-Rauxel. Il était attaquant.

## Biographie
Christian Schreier a reçu une sélection en équipe d'Allemagne, le 12 septembre 1984, lors d'un match amical face à l'Argentine.

## Carrière
- Jusqu'en 1981 : SC Paderborn  Allemagne
- 1981-1984 : VfL Bochum  Allemagne
- 1984-1991 : Bayer Leverkusen  Allemagne
- 1991-1992 : Fortuna Düsseldorf  Allemagne
- 1992-1994 : Paderborn 07  Allemagne
- 1994-1996 : Rot-Weiss Essen  Allemagne
- 1996-1998 : FC Wegberg-Beeck  Allemagne[1]

## Palmarès
- Vainqueur de la Coupe de l'UEFA en 1988 avec le Bayer Leverkusen